# Alcalá
Alcalá – miasto w Kolumbii, w departamencie Valle del Cauca.